# Calota de gelo de Quelccaya

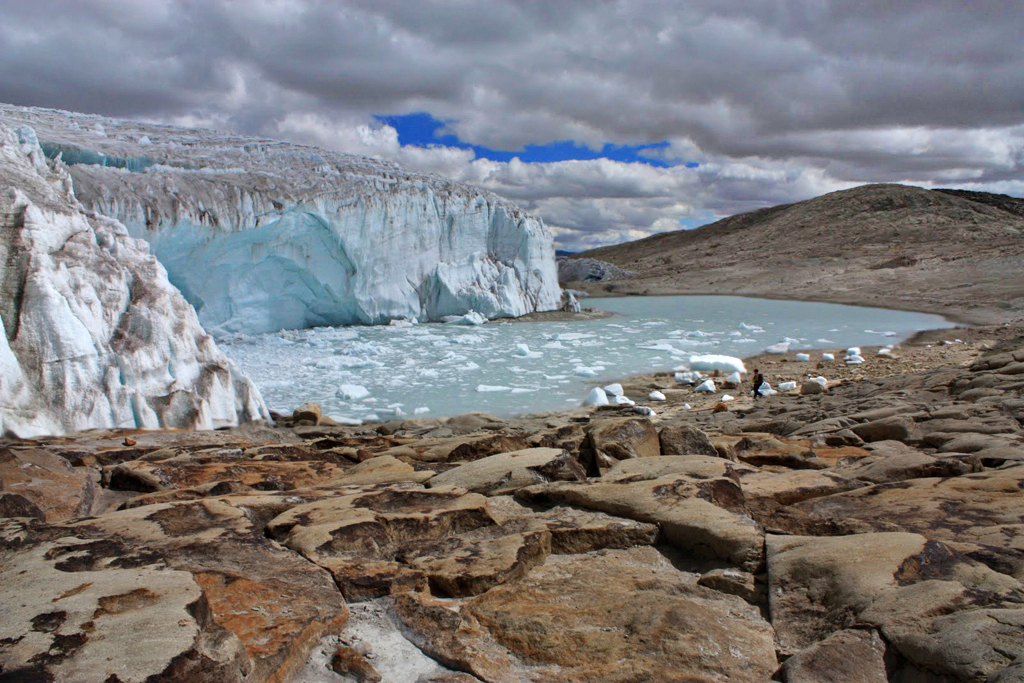
A Geleira Quelccaya

A calota de gelo de Quelccaya é a maior área glaciar dos trópicos. Situa-se na Cordillera Oriental nos Andes peruanos, a uma altitude média de 5 470 metros, estendendo-se por uma área igual a 44 km². Tal como a maioria dos glaciares da Terra, a calota de gelo de Quelccaya viu o seu tamanho significativamente reduzido desde que foi estudada pela primeira vez. Desde 1978 a calota perdeu cerca de aproximadamente 20% da sua área, e a velocidade de recuo anual encontra-se actualmente em crescimento. Comparando imagens obtidas em 1963 e 1978, estimou-se uma velocidade de recuo anual média de 4.7 metros. Nos primeiros anos do século XXI a velocidade de recuo anual foi estimada em valores que chegam aos 205 metros, mais de 40 vezes mais rápido. O principal glaciar de descarga da calota de gelo de Quelccaya, o Qoris Kalis, também apresenta um recuo significativo desde 1963.

## Estudo de amostras de testemunho de gelo

Lonnie Thompson e a sua equipa de investigação obtiveram amostras de gelo, por perfuração com recolha de testemunhos, da calota de Quelccaya que datam de há 2 000 anos e usaram-nos para estudar as mudanças nas condições atmosféricas ao longo deste período. Nestas amostras o quociente entre as concentrações dos isótopos de oxigénio, oxigénio-18 e oxigénio-16, aumentou abruptamente nos últimos 50 anos, um indicador de aquecimento regional. À medida que a calota de gelo recua, ficam expostas plantas não fossilizadas quase perfeitamente conservadas, que foram datadas de há 5 200 anos, indicando que passaram pelo menos 50 séculos desde a última vez que a calota de gelo de Quelccaya foi mais pequena do que actualmente.